# Betriebliche Sozialleistungen
Betriebliche Sozialleistungen sind Leistungen von Arbeitgebern an Mitarbeiter oder Betriebsrentner oder deren Angehörige, die zusätzlich zu dem regulären Arbeitsentgelt gezahlt werden.

## Rechtsgrundlage betrieblicher Sozialleistungen
Betriebliche Sozialleistungen werden aufgrund
- gesetzlicher Verpflichtung,
- tarifvertraglicher Regelungen,
- arbeitsvertraglicher Regelungen oder
- freiwillig ohne Verpflichtung des Arbeitgebers gezahlt.

### Gesetzliche betriebliche Sozialleistungen
Zu den gesetzlichen betrieblichen Sozialleistungen zählen die Beiträge der Arbeitgeber zur gesetzlichen Kranken-, Renten-, Arbeitslosen- und Pflegeversicherung sowie Versicherungsbeiträge gegen Betriebsunfälle und Berufskrankheiten oder die Entgeltfortzahlung im Krankheitsfall. Hinzu kommen Leistungen aufgrund des Mutterschutzes und die Bezahlung von Feiertagen sowie sonstigen Ausfallzeiten.

### Tarifliche betriebliche Sozialleistungen
Tarifvertraglich werden insbesondere Regelungen über Urlaubslänge, Urlaubsgeld, Art und Höhe von Gratifikationen, 13. Monatsgehalt, betriebliche Altersversorgung, Familienbeihilfe und Vermögensbildung zwischen den Tarifvertragsparteien vereinbart. Tarifvertragliche Sozialleistungen können sich teilweise mit den freiwilligen betrieblichen Sozialleistungen überschneiden. Aber nur bei den freiwilligen Leistungen hat der Arbeitgeber einen direkten Einfluss auf die Ausgestaltung; der Arbeitgeber ist unmittelbar im Gespräch mit dem Arbeitnehmer oder dem Betriebsrat. Die freiwilligen Sozialleistungen des Arbeitgebers stehen daher im Mittelpunkt des Interesses.

### Freiwillige betriebliche Sozialleistungen
Eine wichtige freiwillige Sozialleistung ist die betriebliche Altersversorgung, da die Unternehmen für sie die meisten finanziellen Mittel aufwenden. Sie soll dem Arbeitnehmer ein zusätzliches Einkommen im Alter ermöglichen.
Eine weitere Form von betrieblichen Sozialleistungen ist die Vermögensbildung, z. B. in Form von Belegschaftsaktien. Sie erhöht die Bindung an das Unternehmen, schafft Freiräume und fördert gleichzeitig die gesellschaftliche Integration.
Belegschaftsverpflegungen in Form von Kantinen oder Essenszuschüssen zählen zu stark verbreiteten betrieblichen Sozialleistungen. Fahrtkostenzuschüsse, Busdienste und die Nutzung freier oder verbilligter Parkplätze sollen Mitarbeitern komfortable Beförderungsmöglichkeiten bieten sowie Kostenersatz leisten. Durch Personalrabatte oder Belegschaftsverkauf soll neben den Vergünstigungen für die Mitarbeiter auch der Absatz gefördert werden.
Weitere freiwillige Sozialleistungen können zinsfreie oder zinsgünstige Arbeitgeberdarlehen sein. Ebenso kann Unterstützung in Notfällen erfolgen. So gibt es beispielsweise die Sterbekasse, die den Hinterbliebenen von im aktiven Dienst verstorbenen Mitarbeitern Überbrückungshilfe leistet, oder auch zusätzliche Risikoversicherungen. Unternehmen können Beratungsleistungen in Form von Suchtberatung, Schuldnerberatung oder Familienberatung durchführen.
Betriebskindergärten und Zuschüsse zu Kinderbetreuungskosten können als betriebliche Sozialleistung durch Reduzierung von Fehlzeiten und Verbesserung des Betriebsklimas zur Erhöhung der Leistungsfähigkeit der Mitarbeiter beitragen.
Im Rahmen der betrieblichen Gesundheitsförderung haben größere Unternehmen Einrichtungen wie den Werksärztlichen Dienst geschaffen. Heute zählen hierzu neben Arbeitssicherheit und Unfallschutz Zuschüsse für die Mitgliedschaft im Fitnesscenter. Es lassen sich viele weitere Sozialleistungen aufzählen, wie betriebliche Weiterbildung, Firmenwagen, Handy, Laptop, Miles & More-Vergünstigungen und vieles mehr.
Auch wenn freiwillige Leistungen zunächst freiwillig sind, entsteht unter Umständen eine Verpflichtung des Arbeitgebers zur Leistung (siehe: Betriebliche Übung).

## Der Zweck betrieblicher Sozialleistungen
Sozialleistungen haben insbesondere die Funktion, gute Leistungen zu belohnen, die Bindung an das Unternehmen zu stärken und das Betriebsklima zu verbessern. Gleichzeitig unterstützen sie das Employer Branding. Aus sozialer Sicht dienen sie der Für- und Vorsorge. Zudem sind sie ein Instrument zur Gestaltung der allgemeinen Arbeitsbeziehungen.
Zwischen Unternehmenserfolg und betrieblicher Sozialpolitik herrschen Wechselbeziehungen, weshalb betriebliche Sozialleistungen so auszurichten sind, dass sie auch dem langfristigen Erfolg des Unternehmens dienen.
Die betrieblichen Sozialleistungen sollten zunächst die präventive Gesundheitsvorsorge, den Arbeitsschutz und die Fort- und Weiterbildung umfassen, um die Leistungsfähigkeit des Unternehmens durch eine stabile Belegschaft zu sichern. Darüber hinaus braucht ein Unternehmen motivierte Mitarbeiter, so dass betrieblichen Sozialleistungen auch die Aufgabe zukommt, gemeinsame Wertevorstellungen im Unternehmen zu entwickeln und umzusetzen. Das Leben der Mitarbeiter soll – z. B. durch Kultur oder Sportangebote – erfüllter und vielfältiger gestaltet werden. Weiterer Zweck ist der Ausgleich sozialer Nachteile, die aufgrund des Arbeitsverhältnisses entstehen können, sowie die Sicherung der Existenz des Personals, wenn diese nicht alleine durch den Leistungslohn erreicht werden kann. Betriebliche Sozialleistungen können soziale Lasten reduzieren, die der Arbeitnehmer für das Gemeinwohl und den Fortbestand der Volkswirtschaft – z. B. durch Gründung einer Familie – auf sich genommen hat.
Die dargestellten Zwecke betrieblicher Sozialleistungen fasst Reichwein in einer Liste von sieben Motiven zusammen. Hierzu zählen das Motiv
1. der Für- und Vorsorge für die Mitarbeiter,
2. deren Disziplinierung und Erziehung,
3. die Erhaltung und Steigerung ihrer Arbeitsleistung,
4. die Bindung der Arbeitnehmer an den Betrieb und
5. die Verbesserung der Beziehungen zwischen Mitarbeitern und Führungskräften.

Darüber hinaus sollen neue Mitarbeiter geworben, betriebsfremde Einflüsse abgewehrt und die Position des Arbeitgebers gesichert werden. Das Angebot betrieblicher Sozialleistungen orientiert sich an diesen Motiven. Innerhalb einer Funktionsanalyse werden dann die objektiv beobachtbaren Konsequenzen betrieblicher Sozialleistungen herausgearbeitet. Ob die durchgeführten Maßnahmen die gewünschten Effekte auch nach sich ziehen, ist zu untersuchen. Es lassen sich jedoch nur wahrscheinliche Folgen betrieblicher Sozialleistungen bestimmen, da sehr wenige empirische Untersuchungen zu diesem Thema durchgeführt wurden. Bei der Funktionsanalyse geht es folglich vielmehr darum, die für wahrscheinlich gehaltenen Konsequenzen gut zu begründen.

## Formen der Ausgestaltung
Die aufgezählten Varianten sind eher materieller Natur und Bestandteil des gesamten Anreiz- bzw. Kompensationssystems. Zu diesem können weiterhin noch immaterielle Elemente gezählt werden, wie z. B. Qualifizierungs- und Entwicklungsmöglichkeiten oder Führung und Zusammenarbeit, die sich z. B. in wöchentlichen Gesprächen der Mitarbeiter mit dem Vorgesetzten widerspiegeln. Die Sozialpolitik des Unternehmens lässt sich je nach Ausgestaltung als umfassend oder spezifisch bezeichnen. Umfassende Sozialpolitik meint die Gewährung von Leistungen an die ganze Belegschaft. Wird die Belegschaft dagegen nach unterschiedlichen Problembereichen aufgeteilt und werden speziell nach Zielgruppe unterschiedliche Leistungen bereitgestellt, handelt es sich um spezifische Sozialpolitik. Die Problemfelder der Mitarbeiter orientieren sich zumeist an deren Eigenschaften. So haben neu eingestellte, weibliche, behinderte, ausländische oder jüngere Mitarbeiter jeweils unterschiedliche Bedürfnisse, auf welche mittels sozialpolitischer Leistungen in geeigneter Weise eingegangen werden kann.

### Cafeteria-System
Eine angemessene Lösung hierfür bietet z. B. das Cafeteria-System. Der Arbeitnehmer hat hier die Möglichkeit, aus einer Palette an Leistungen diejenigen auszuwählen, die seinen Bedürfnissen am besten gerecht werden. Dies fördert die Flexibilität und Selbstbestimmung der Mitarbeiter. Das Unternehmen trifft eine Vorauswahl, indem es Maßnahmen vom Cafeteria-System ausnimmt, die jedem Mitarbeiter zur Verfügung gestellt werden sollten, wie z. B. Unfallschutz oder Arbeitssicherheit. Das Cafeteria-System selbst kann so ausgestaltet sein, dass die Mitarbeiter zwischen allen Maßnahmen oder zusammengefassten Bündeln von Maßnahmen auswählen können.

## Wirkung betrieblicher Sozialleistungen
Mit der Bereitstellung betrieblicher Sozialleistungen kann die Bindung der Mitarbeiter an das Unternehmen gestärkt werden. Im Rahmen einer Unternehmensbefragung wurde die vermutete Bindungswirkung als wichtigstes Ziel bei der Bereitstellung betrieblicher Sozialleistungen ermittelt.
Bei der beabsichtigten Bindungswirkung ist der Qualifizierungsgrad der Mitarbeiter von Bedeutung. Für Unternehmen ist es wichtig, gerade qualifizierte Arbeitskräfte im Unternehmen zu halten. Die Weiterbildungsmaßnahmen werden häufig von den Unternehmen finanziert. Somit haben sie ein berechtigtes Interesse daran, auch die entsprechenden Erträge der Investitionen im Unternehmen zu halten. Das Ausscheiden qualifizierter Mitarbeiter kann zu kostspieligen Produktionsunterbrechungen führen, neue Kräfte müssten erst entsprechend angelernt und gegebenenfalls Arbeitsabläufe neu definiert werden. Zuletzt bleibt trotz der Möglichkeit zur Vereinbarung eines Wettbewerbsverbots die Gefahr, dass firmeninternes Wissen an Dritte weitergegeben wird. Ungelernte Arbeitskräfte sind dagegen leichter gegeneinander austauschbar.
Sozialleistungen zur Bindung der Mitarbeiter können zwangsweiser oder emotionaler Art sein. Zwangsweise meint dabei, dass eine Sozialleistung an die Dauer der Betriebszugehörigkeit gebunden ist. Ansprüche entstehen erst nach einer gewissen Anzahl von Jahren. Die betriebliche Altersvorsorge ist das vielleicht bekannteste Beispiel einer Koppelung von Sozialleistungen an die Dauer der Beschäftigung. Der Versuch der emotionalen Bindung will Gefühle der Dankbarkeit, des Vertrauens und der Verpflichtung gegenüber dem Unternehmen im Mitarbeiter wecken und erhalten. Reichwein spricht in diesem Zusammenhang von der Schaffung spezifischer „Betriebsloyalität“. Diese Gefühle lassen sich jedoch nur erreichen, wenn die Sicherheit des Arbeitsplatzes und damit die Sicherheit der Existenz gewährleistet sind.
Neben Sozialleistungen, die eine direkte Bindungswirkung entfalten, sind auch solche Leistungen von Interesse, die auf weiche Faktoren wie Arbeitszufriedenheit und Betriebsklima wirken. So kann eine indirekte Bindungswirkung erzielt werden. Denkbare Leistungen sind Sportmöglichkeiten, Kultur- und Freizeitangebote sowie Betriebsausflüge.

## Anwendungsvoraussetzungen
Damit bindende Wirkung erzielt werden kann, müssen bestimmte Voraussetzungen gegeben sein.
Zunächst sind die Bedürfnisse und Werthaltungen der Mitarbeiter zu berücksichtigen. Sozialleistungen, die die Bedürfnisse nicht befriedigen, können keine bindende Wirkung erzielen. Wichtig für die Arbeitnehmer sind die Sicherheit des Arbeitsplatzes, die Sicherstellung der Versorgung im Alter, Selbstverwirklichung und Mitsprache sowie gesundheitliche und ökologische Arbeitsbedingungen. Darüber hinaus haben Unternehmen dafür Sorge zu tragen, dass den Mitarbeitern das vorhandene Angebot an Sozialleistungen bekannt ist. Einer Umfrage zufolge sind den Mitarbeitern im Unternehmen nur ein Fünftel der angebotenen Sozialmaßnahmen bekannt.
Den Arbeitgebern kommt neben der Auswahl geeigneter Sozialleistungen auch die Sicherstellung der Finanzierbarkeit zu. Über die Höhe der Kosten ist kaum eine konkrete Angabe möglich. Entscheidend ist die Kosten-Nutzen-Relation einer Sozialleistung. Daher erscheint es sinnvoll für die betrieblichen Sozialleistungen ein entsprechendes Controlling im Unternehmen zu implementieren. Unternehmen, die nicht in der Lage sind, bestimmte Sozialleistungen selbstständig zu finanzieren, haben die Möglichkeit Kooperationen mit anderen Firmen einzugehen. Aber selbst wenn eine Eigenfinanzierung möglich wäre, bieten Kooperationen darüber hinaus auch Sparpotentiale. So ergibt sich beispielsweise bei gemeinsamen Versorgungseinrichtungen eine bessere Verhandlungsposition gegenüber den Versicherungsunternehmen.
Bei der Gestaltung ihres Systems von Sozialleistungen sind Unternehmen abhängig von der Zustimmung des Betriebsrates. Dieser hat gemäß § 87 Abs. 1 Nr. 8 des Betriebsverfassungsgesetzes ein Mitbestimmungsrecht bei der „Form, Ausgestaltung und Verwaltung von Sozialeinrichtungen“.

## Beurteilung betrieblicher Sozialleistungen
Die durch betriebliche Sozialleistungen angenommene Bindungswirkung ist zu überprüfen. Eine generelle Aussage ist aufgrund der Vielzahl unterschiedlicher Leistungen nicht möglich. Bindungswirkung wird beispielsweise der betrieblichen Altersversorgung nachgesagt. Allerdings wurden die Auswirkungen betrieblicher Altersversorgung bisher nur unzureichend erforscht. Schnabel und Wagner haben anhand der Daten des Hannoveraner Firmenpanels dem Defizit ein Stück weit entgegengewirkt und ermittelt, dass „die Existenz einer betrieblichen Altersversorgung die Bindung der Mitarbeiter an den Betrieb erhöht. Dies zeigte sich sowohl bei der Betrachtung des Nachteils langjähriger Mitarbeiter als auch bei der Analyse der Personalabgangsrate niedersächsischer Industriebetriebe“.
Die Dauer der Betriebszugehörigkeit sowie die Fluktuationsrate stellen geeignete Indikatoren zur Messung der Zweck-Mittel-Beziehung dar. Als weiteres Mittel zur Zweckerreichung kommen insbesondere Weiterbildungsmaßnahmen und damit verbundene Aufstiegschancen in Betracht.
Das Ziel der Bindung von Mitarbeitern sowie die betrieblichen Sozialleistungen als eingesetztes Mittel zur Zweckerreichung sind aus ethischer Sicht legitim.
Sozialleistungen können nur dann beabsichtigte Wirkung entfalten, wenn sie sich an den Bedürfnissen der Mitarbeiter orientieren. Die Realisierbarkeit hängt zudem ab von der Finanzierbarkeit der einzelnen Maßnahmen.
Aus ökonomischer Sicht ist der angestrebte Zweck durch den geringstmöglichen Mitteleinsatz zu suchen. Im Mittelpunkt steht also die Kosten-Nutzen-Relation bei der Durchführung sozialpolitischer Maßnahmen. Wie oben erwähnt gestaltet sich die monetäre Bewertung meist schwierig. Einen Versuch unternimmt Doyé in seinem Buch „Analyse und Bewertung von betrieblichen Zusatzleistungen“.
Maßnahmen dienen oft nicht nur der Zweckerreichung, sondern können auch negative Auswirkungen haben. So besteht bei spezifischen Angeboten die Gefahr, dass die Aufspaltung der Belegschaft zu einem angespannten Betriebsklima führen kann. Daher ist darauf zu achten, Sozialleistungen mit entsprechender Wirkung nicht zur Mitarbeiterbindung einzusetzen.
Grundsätzlich sind gewährte Sozialleistungen beim Eintreten unerwünschter Folgen kündbar. Eine rückwirkende Aufhebung ist nicht möglich. Es besteht ein Mangel an wissenschaftlicher Fundierung, da wenig empirische Untersuchungen bezüglich der Wirkung betrieblicher Sozialleistungen vorliegen.
Die Bereitstellung betrieblicher Sozialleistungen gewinnt einen immer größer werdenden gesellschaftlichen Stellenwert. Unternehmen tragen eine soziale Verantwortung gegenüber der Gesellschaft, sie müssen für die Folgen ihres Handelns einstehen. Mit der Verleihung des „Preises der Arbeit“ will das Forum Zukunftsökonomie die betriebliche Sozialpolitik unterstützen (Forum Zukunftsökonomie 2006). Im November 2006 wurde die Faber-Castell AG mit diesem Preis für ihre „vorbildlichen sozialen Arbeitsbedingungen“ (Haferkamp 2006, S. 1) ausgezeichnet. Die Arbeitsbedingungen bei Faber-Castell sind in einer Sozialcharta festgelegt, nach der Kinder- und Zwangsarbeit weltweit ausgeschlossen sind, ausreichende Löhne gezahlt werden und die Beschäftigten sich selbstständig organisieren können.

## Sozialleistungen
In Art. 20 Abs. 1 des Grundgesetzes ist die Eigenschaft der Bundesrepublik Deutschland als sozialer Bundesstaat schriftlich verankert. Der Begriff des Sozialstaates lässt sich definieren als „Komplex von Institutionen, Regulierungen und Verfahren [...], die die marktliche Steuerung von Arbeitsmarkt, Einkommens-Verteilung und Lebensbedingungen korrigieren und ergänzen und die dem Staat und den gesellschaftlichen Gruppen im Wirtschaftsprozess eine aktive Rolle zuweisen“ (Bäcker u. a. 2000, S. 36).
Die gesellschaftliche Struktur in einer Marktwirtschaft beeinflusst die Entstehung und Verteilung sozialer Risiken und sorgt für ungleiche Lebensbedingungen und Möglichkeiten der Partizipation. Ziel der Sozialpolitik ist die Eingrenzung sozialer Risiken und Probleme sowie die Verbesserung des Einkommens und der Versorgung. Der Umfang sozialpolitischer Maßnahmen hängt entscheidend ab von der politisch-kulturellen Einstellung einer Gesellschaft. Die USA haben beispielsweise im Vergleich zu Deutschland eine andere Einstellung zu Gerechtigkeit, Solidarität und sozialem Ausgleich. Hier wird die Eigenverantwortung stärker betont (vgl. Bäcker u. a. 2000, S. 23 und 25).
Das Sozialstaatsprinzip wirkt in unterschiedlicher Art und Weise auf die Prozesse der Marktwirtschaft ein. Durch rechtliche Regelungen sollen soziale Maßstäbe für den Arbeitsmarkt und die Gestaltung von Arbeitsverhältnissen geschaffen werden. Die Ausrichtung auf das einzelwirtschaftliche Ziel der Gewinnmaximierung führt zu erheblichem Ungleichgewicht, das es zu mildern gilt. Darüber hinaus soll durch Geldzahlungen die Einkommensverteilung berichtigt werden, um Armut nach Möglichkeit zu verhindern und um Menschen in Notlagen zu unterstützen. Daneben werden im Gesundheits- und Sozialwesen Sach- und Dienstleistungen – überwiegend kostenfrei – bereitgestellt (vgl. Bäcker u. a. 2000, S. 50).
Für den Begriff der Sozialleistungen fehlt es an einer allgemeingültigen Definition. Angesichts der Vielzahl unterschiedlicher sozialpolitischer Maßnahmen ist eine solche auch kaum darstellbar. Eine Orientierung am Sozialbudget, das die Bundesregierung periodisch vorlegt, ist zweckmäßig. In diesem werden Sozialleistungen als solche Leistungen bezeichnet, die „von öffentlichen und nicht-öffentlichen Stellen für Ehe und Familie, Gesundheit, Beschäftigung, Alter und Hinterbliebene, Folgen politischer Ereignisse, Wohnen, Sparen und als Allgemeine Lebenshilfen aufgewandt werden.“ (Zöllner 1997, S. 4) Das Sozialbudget erfasst die öffentlich finanzierten und/oder auf gesetzlicher Grundlage basierenden Leistungen, die sich unterteilen lassen in direkte monetäre Transferleistungen, indirekte monetäre Transfers und in die Realtransfers.
Die einzelnen Leistungen werden sowohl nach institutionellen als auch nach funktionellen Kriterien angeordnet. Die institutionelle Gliederung gibt Auskunft über die entsprechenden Einrichtungen und Träger der Leistungen. Zu nennen sind hier Bund, Länder und Kommunen, die Sozialversicherungen, beamtenrechtliche Systeme sowie die Arbeitgeber. Dabei werden gegebenenfalls von verschiedenen Institutionen, aber aus derselben Veranlassung heraus, Leistungen an eine Person erbracht. Die Auflistung der Leistungen nach sozialer Zwecksetzung findet sich in der funktionellen Gliederung des Sozialbudgets (vgl. Bäcker u. a. 2000, S. 52ff.).
Ein Schwerpunkt wird an dieser Stelle auf die Leistungen der Arbeitgeber im Rahmen betrieblicher Sozialpolitik gelegt. Es lassen sich gesetzliche, tarifliche und freiwillige betriebliche Sozialleistungen unterscheiden. Im Jahr 2000 war gemäß den für Deutschland erhobenen Daten aus dem Cranfield Panel der Anteil der Unternehmen, die freiwillige betriebliche Sozialleistungen bereitgestellt haben, sehr gering. Allein die betriebliche Altersvorsorge wurde von mehr als der Hälfte der befragten Unternehmen angeboten.